# Michal Toma
Michal Toma (* 17. července 1988 v Martině) je český fotbalový brankář, od července 2013 působící v FC MAS Táborsko. V sezone 2019 / 2020 hraje ve třetí lize za FC Písek.

## Klubová kariéra
Svoji fotbalovou kariéru začal v českém klubu TJ Kačerov, přestože se narodil na Slovensku. V roce 1995 přestoupil v průběhu mládeže do Slavie Praha. O deset let později zamířil do Marily Příbram. V zimním přestupovém období ročníku 2007/08 podepsal kontrakt s Graffinem Vlašim.

### FC MAS Táborsko
Před sezonou 2013/14 odešel na hostování do Táborska. Později tehdejší trenér týmu Roman Nádvorník prohlásil, že je Toma nejlepším brankářem 2. ligy. Během sezony odehrál za mužstvo všech 30 utkání, ve kterých vychytal 14 čistých kont (nejvíce ze všech brankářů). S Táborskem bojoval do posledního kola o postup do nejvyšší soutěže, ale tým nakonec v posledním 30. kole 4. 6. 2014 prohrál s SK Dynamo České Budějovice vysoko 0:6 a na úkor MASu postoupily do 1. ligy právě České Budějovice a FC Hradec Králové. V létě 2014 do mužstva přestoupil.